# Armenisches Viertel von Jerusalem

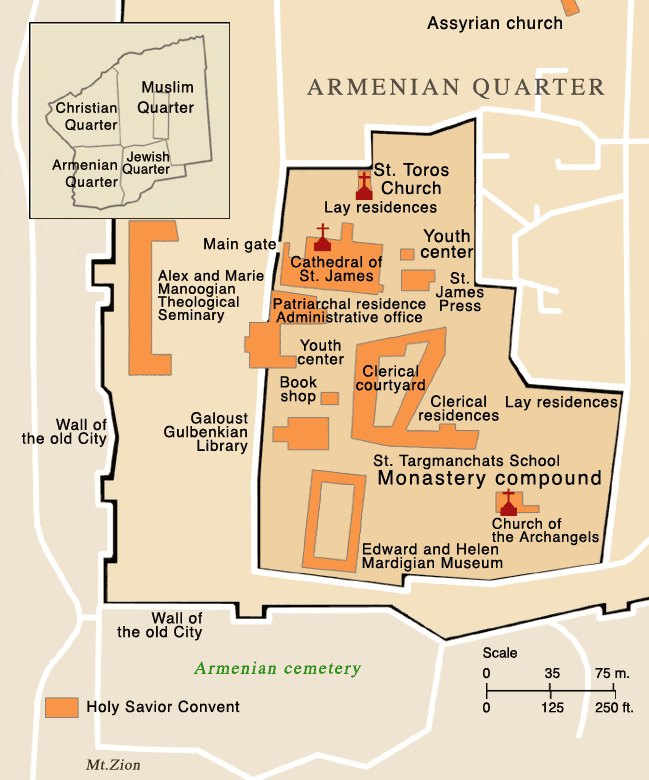
Karte des armenischen Viertels mit der Kathedrale

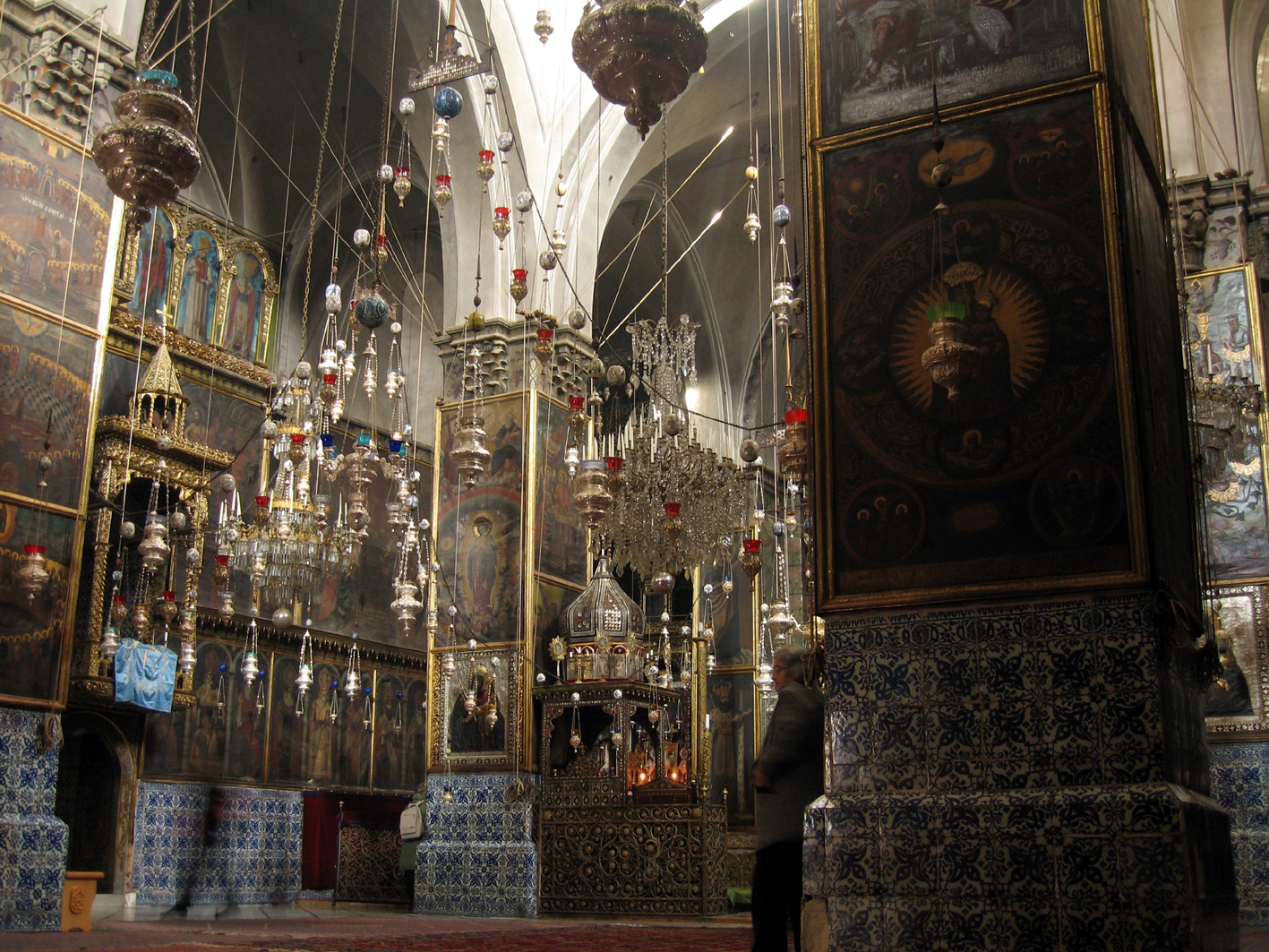
Inneres der St.-Jakobus-Kathedrale

Das Armenische Quartier von Jerusalem (arabisch حارة الأرمن, hebräisch הַרֹבַע הַאַרְמֶנִי) ist eines der vier Viertel der Altstadt von Jerusalem, die anderen drei sind das jüdische Viertel, das muslimische Viertel und das christliche Viertel. Es befindet sich in der südwestlichen Ecke der Altstadt und ist über das Zionstor und das Jaffator zugänglich. Es umfasst eine Fläche von 0,126 km² (126 Dunam), dies entspricht 14 % der gesamten Altstadt. 2007 lebten hier 2.424 Menschen, dies ist die kleinste Bevölkerungszahl aller vier Quartiere.
Das Quartier entwickelte sich im Laufe der Jahrhunderte um die Jakobskathedrale, die bis heute das Viertel beherrscht. Die Kathedrale ist der Hauptsitz des Armenischen Patriarchats von Jerusalem.

## Geschichte

### Altertum und Mittelalter

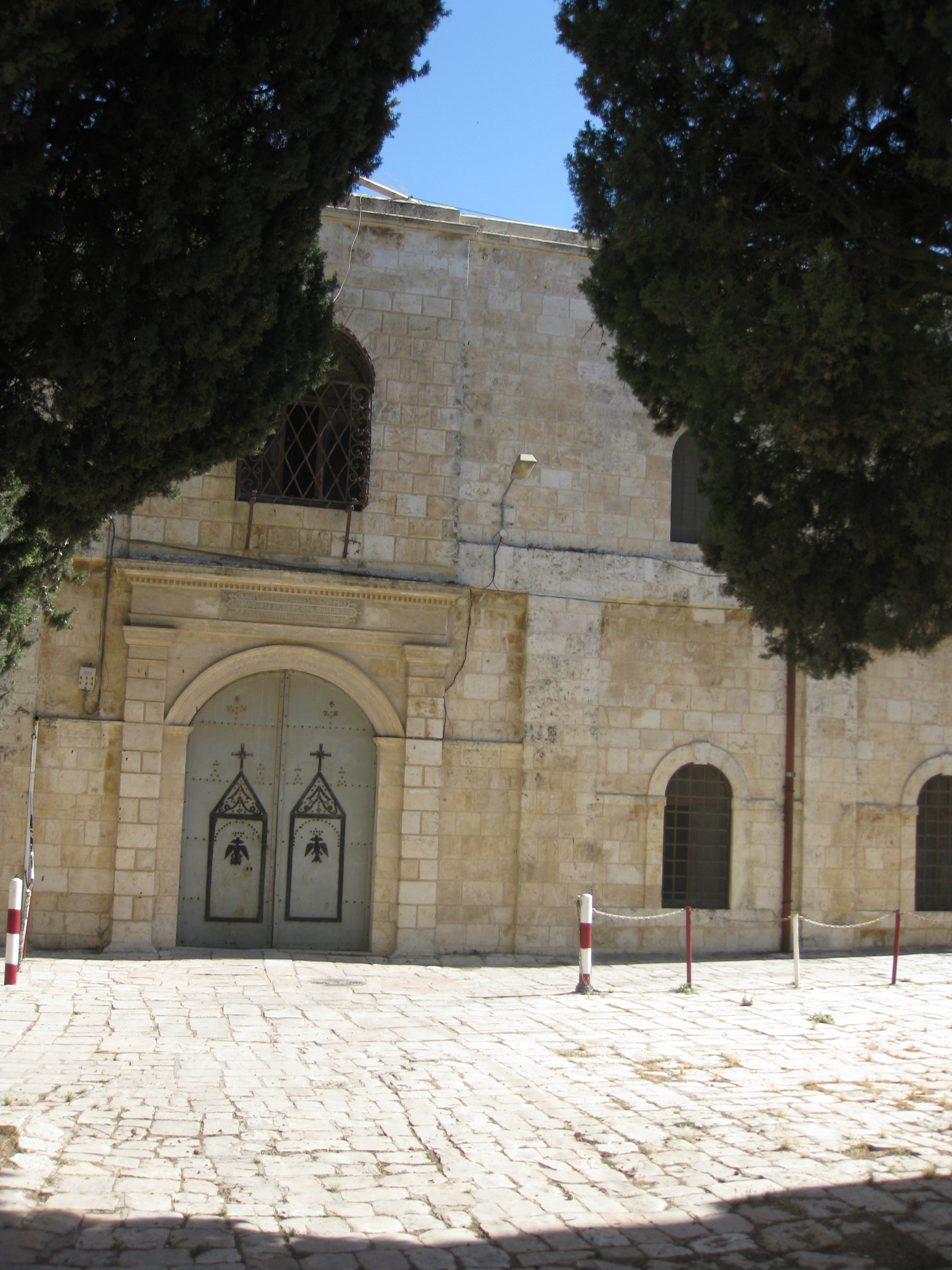
Armenisches Museum

Die Armenier nahmen als weltweit erstes Volk zu Beginn des 4. Jahrhunderts unter König Trdat III. das Christentum als Staatsreligion an. Im weiteren Verlauf des 4. Jahrhunderts entstand eine armenische Gemeinde in Jerusalem, und seither besteht in dieser Stadt eine kontinuierliche armenische Präsenz. Die armenische Gemeinde wurde zur wichtigsten Vertreterin des Monophysitismus, während sich die meisten  übrigen christlichen Konfessionen zur Zweinaturenlehre bekannten. Die armenische Besiedlung Jerusalems diente der Bewachung der heiligen Stätten des Christentums, insbesondere der Grabeskirche. Unter byzantinischer Herrschaft blühte die armenische Gemeinde in den folgenden zwei Jahrhunderten auf. Sie erstreckte sich bis über den Zionsberg hinaus und wurde zu einem Zentrum für armenische Pilger und Gelehrte, die sich in der Heiligen Stadt aufhielten.
Diese Blütezeit nahm mit dem Einfall der Perser im Jahre 614 zunächst ein Ende; zahlreiche Kirchen und Klöster wurden zerstört. Doch während der Zeit der Kreuzfahrer, unter dem christlichen Königreich Jerusalem, erlebte die armenische Gemeinde eine erneute Blüte. Junge Armenierinnen wurden mit europäischen Adligen verheiratet, als bekanntestes Beispiel sei Morphia von Melitene, Ehefrau von Balduin II. erwähnt.

### Unter islamischer Herrschaft
Unter der Herrschaft der Mamluken und in der darauf folgenden osmanischen Epoche konnte die armenische Gemeinde ihre Bedeutung als christliche Hochburg in Jerusalem aufrechterhalten. Als Nationalkirche, die sich auch um die Pflege der armenischen Sprache und Kultur bemühte, wurde sie nicht der Arabisierung – der Anpassung an die örtliche arabischsprechende Bevölkerung – unterworfen. 1833 wurde die erste Druckerei Jerusalems in den Mauern des armenischen Klosters eröffnet. 1855 folgte das erste Fotogeschäft der Stadt.

### 20. und 21. Jahrhundert
Bis zum Beginn des 20. Jahrhunderts bestand die Bevölkerung im armenischen Quartier hauptsächlich aus Klerikern und einigen Laienfamilien im Dienste der Kirche. Infolge des Völkermords an den Armeniern im Ersten Weltkrieg gelangten etwa 20.000 armenische Flüchtlinge in die Region, von denen viele in Jerusalem blieben. Obwohl sich dadurch der Anteil der Kleriker verminderte, blieb das Quartier ein religiöses Zentrum.
1947, nach Bekanntwerden des UN-Teilungsplans und vor Ausbruch des Palästinakriegs 1948, emigrierten etwa 1500 Armenier aus Palästina in die Armenische Sowjetrepublik, wodurch ein jahrzehntelanger Niedergang der armenischen Gemeinschaft eingeleitet wurde. Sie geriet unter zunehmenden Einfluss des Nahostkonflikts. Die Eroberung Ostjerusalems durch Israel im Sechstagekrieg 1967 verstärkte den Rückgang der armenischen Bevölkerung.
Beim Camp David-Treffen im Jahr 2000 schlug Israel eine Teilung der Altstadt vor, wonach das armenische und das jüdische Viertel unter israelischer Herrschaft bleiben sollten, während das christliche und das muslimische Viertel unter palästinensische Herrschaft gelangen würden. Die palästinensische Seite unter Leitung von Jassir Arafat wies diesen Vorschlag mit den Worten zurück: „Das armenische Quartier gehört uns. Wir und die Armenier sind ein Volk.“ Der Vorschlag wurde ebenso vom armenischen, griechisch-orthodoxen und lateinischen Patriarchat abgelehnt, die auf die Verbundenheit des christlichen und des armenischen Viertels im christlichen Glauben hinwiesen.
Nach wie vor lebt ein Großteil der geschätzt 8.000 bis 10.000 Armenier in Israel (Stand 2015) im armenischen Viertel von Jerusalem.
2022/23 führte ein umstrittener Immobilen-Handel, mit dem das Amenische Patriarchat unter Patriarch Nourhan Manougian ca. 25 % des Armenischen Viertels an einen jüdisch-australischen Geschäftsmann auf 99 Jahre verpachtet hatte, zu anhaltenden Protesten im Viertel.

## Galerie

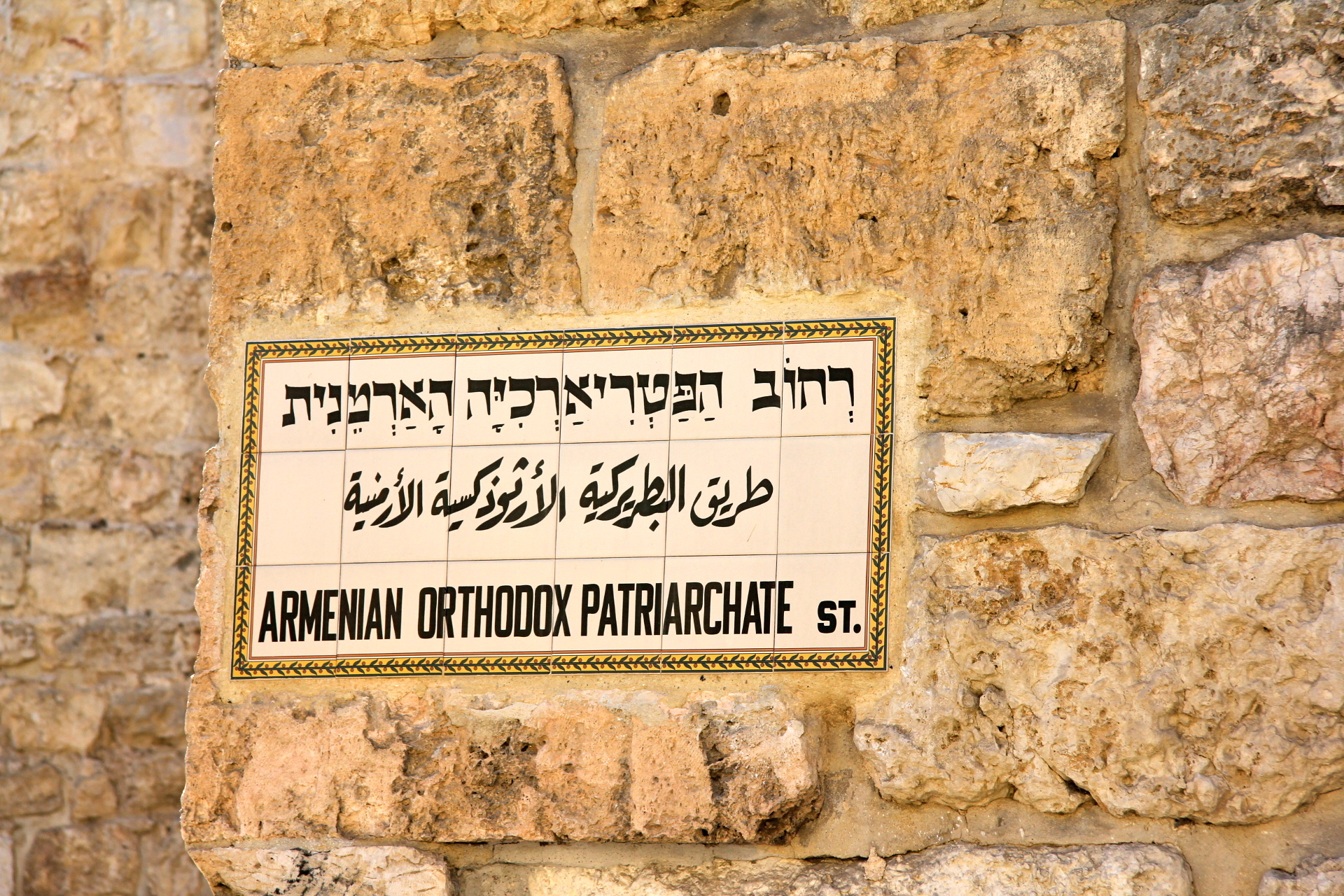
Straßenschild
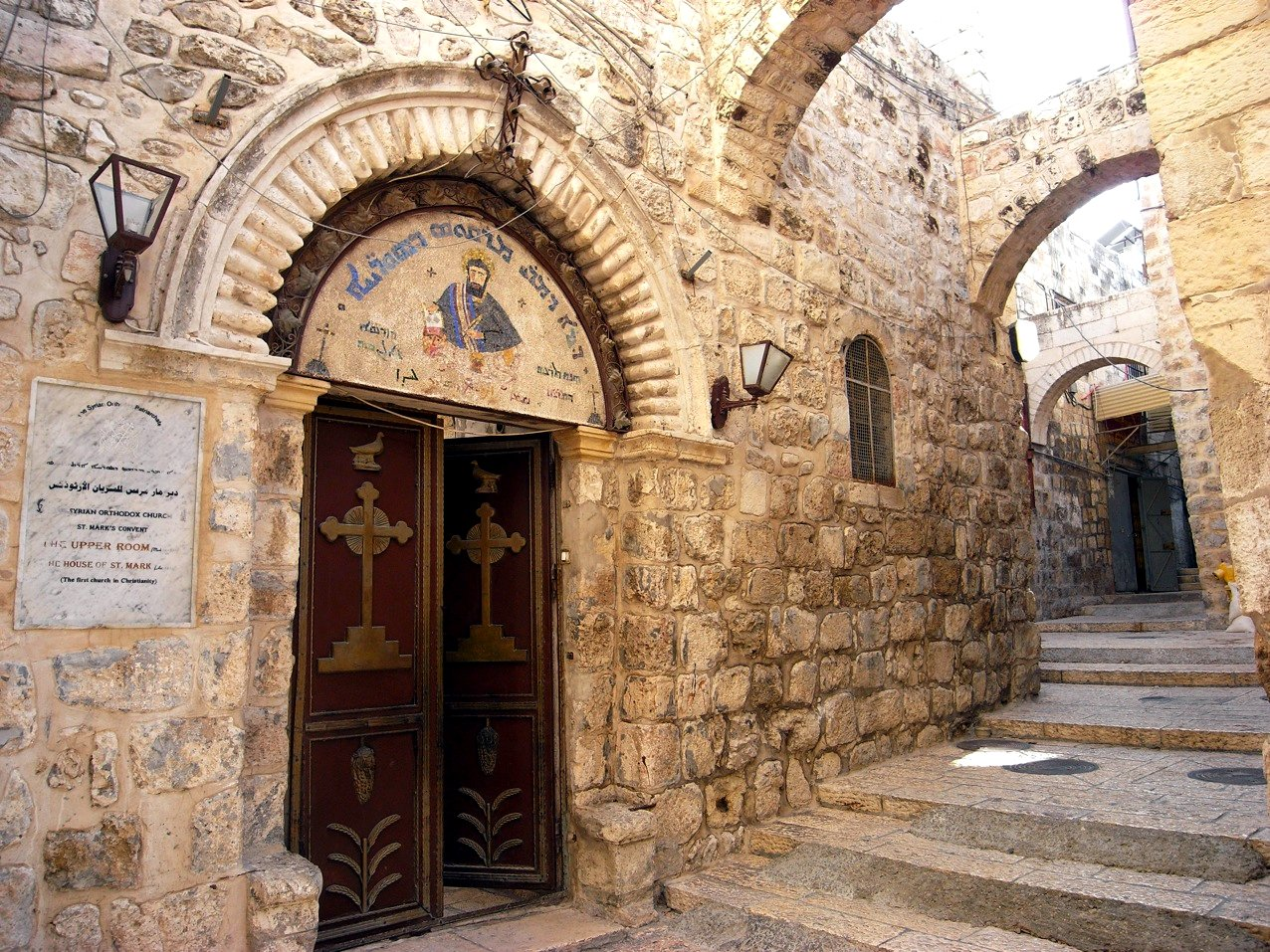
Eingangsportal zum Markuskloster
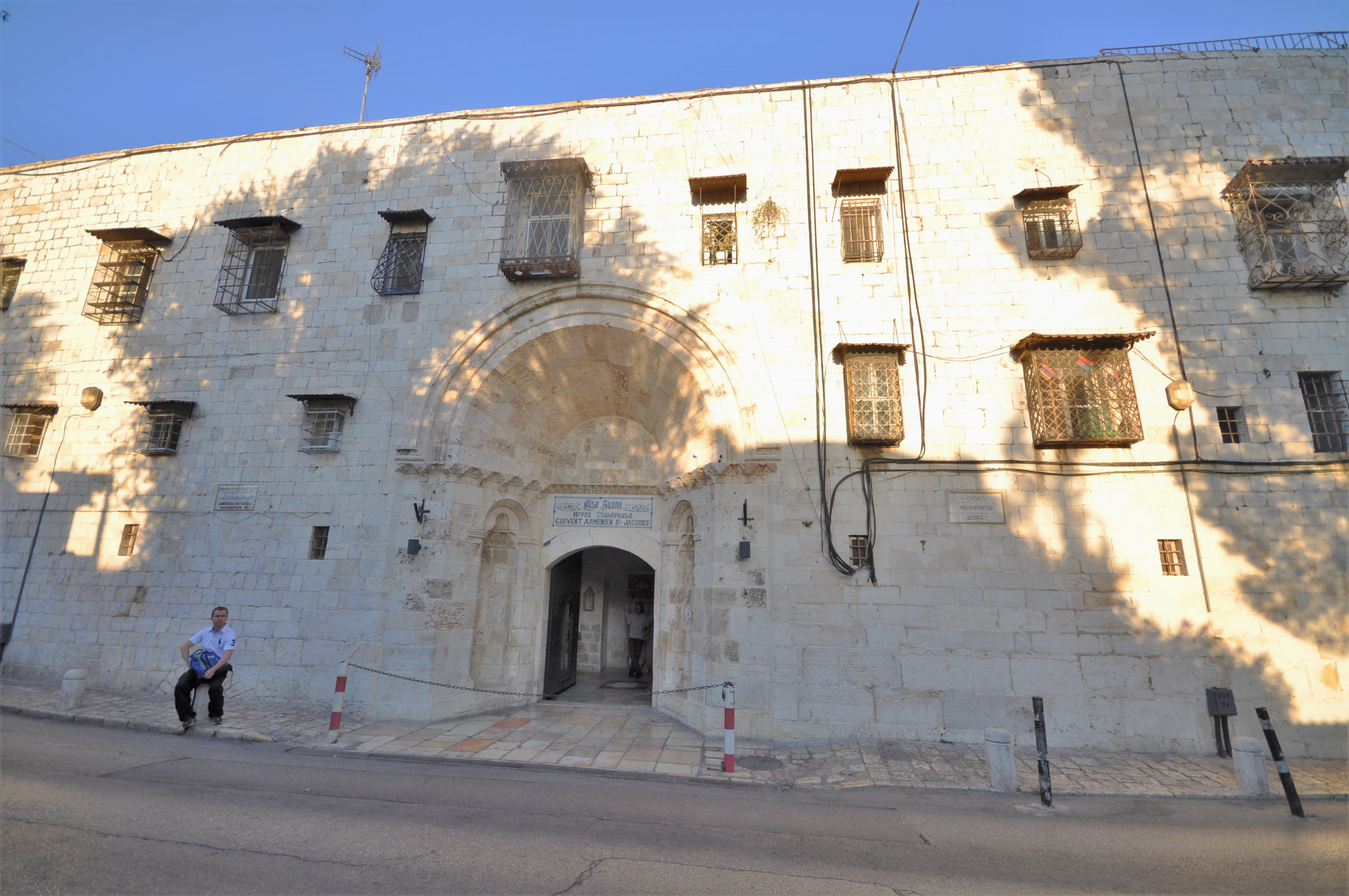
Eingang zum armenischen Patriarchat
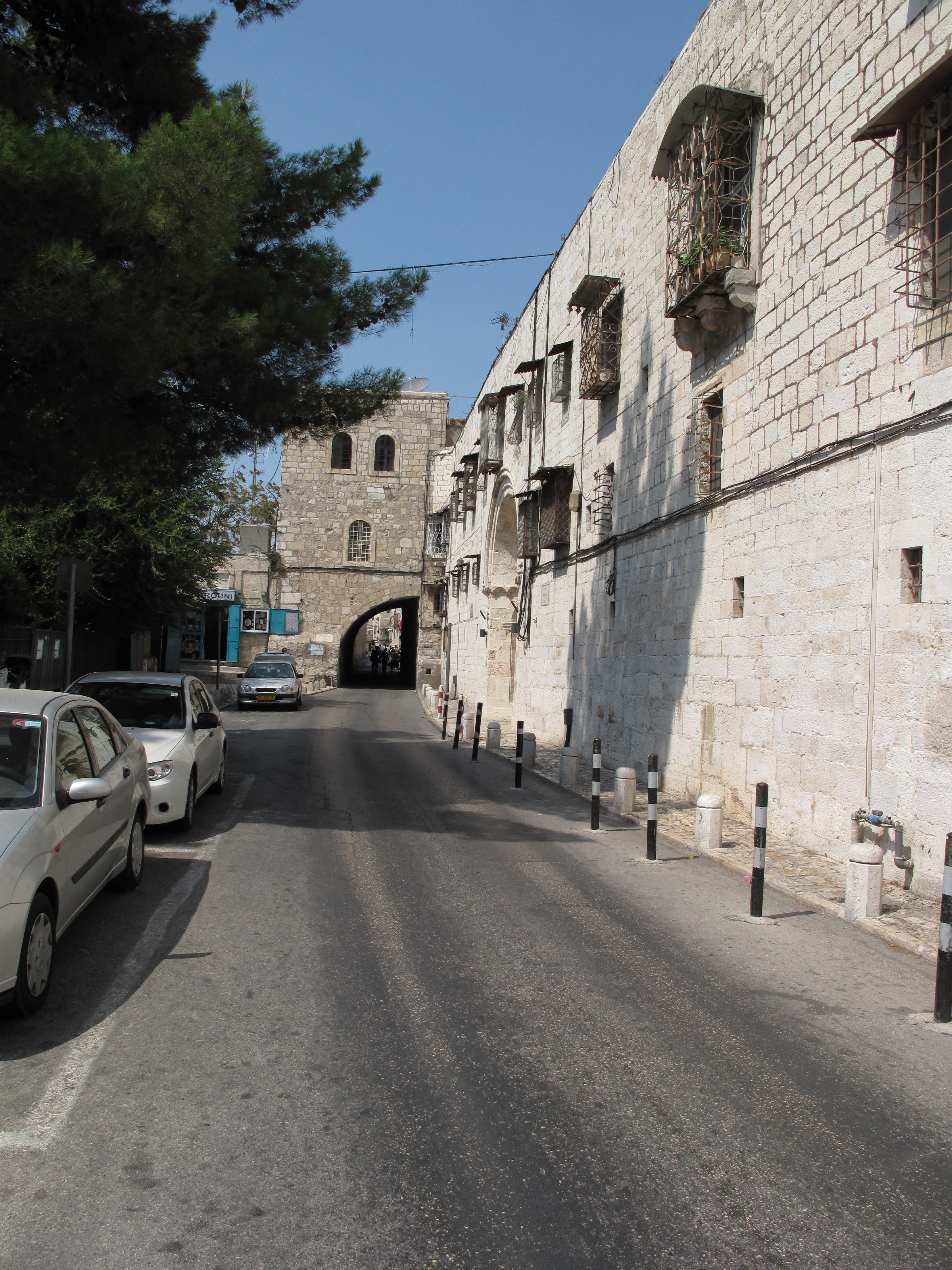
Straße des armenischen Patriarchats
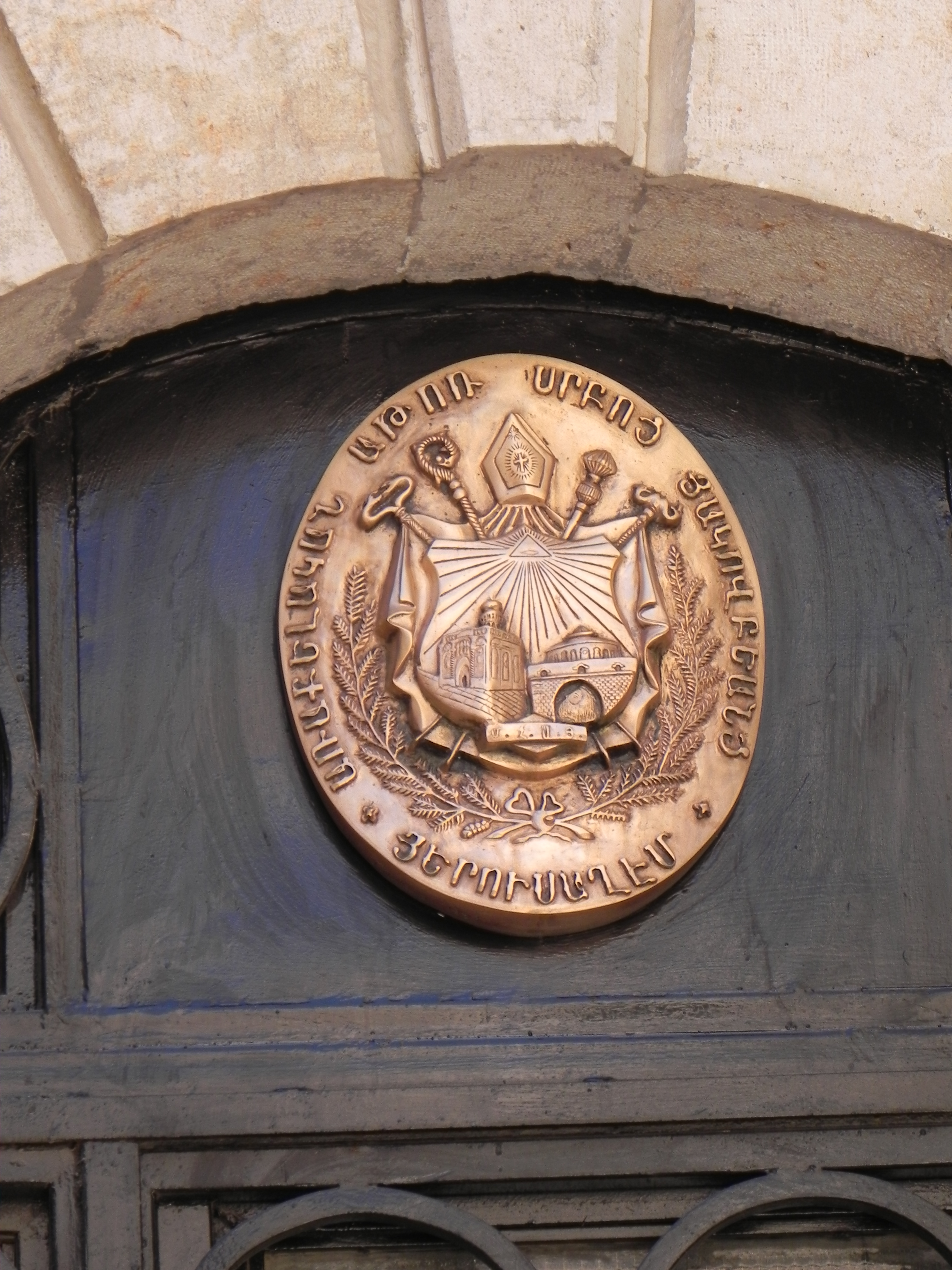
Wappen des armenischen Patriarchats
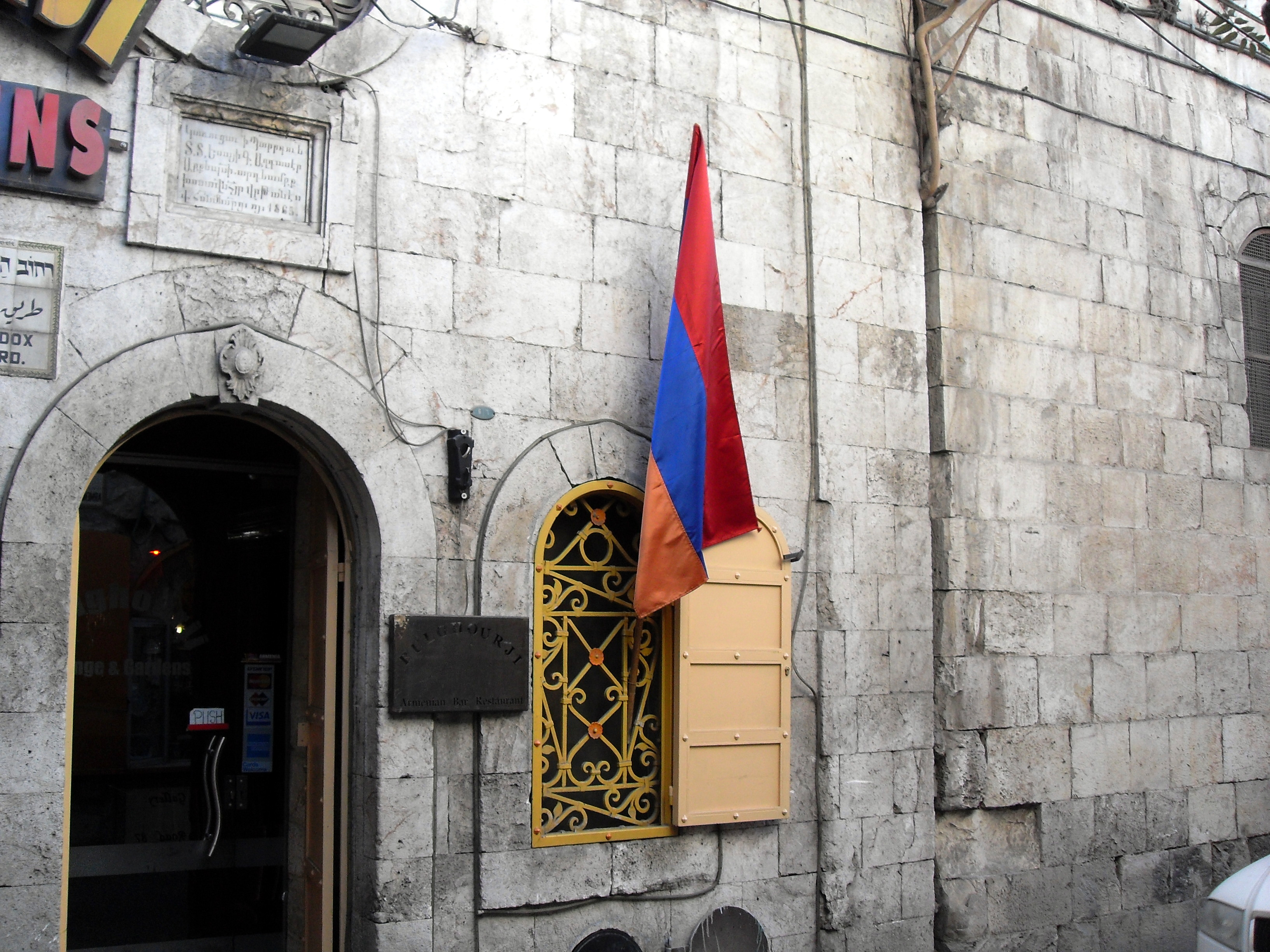
Armenische Flagge
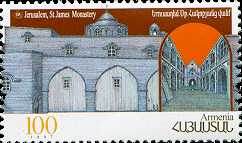
Armenische Briefmarke von 1997 mit Abbildung des Quartiers und der Jakobuskathedrale